# مقاطعة كاباروس (كارولاينا الشمالية)
مقاطعة كاباروس (بالإنجليزية: Cabarrus County)‏ هي إحدى مقاطعات ولاية كارولاينا الشمالية في الولايات المتحدة الأمريكية. مركز المقاطعة أو مقعدها هي مدينة كونكورد. تأسست هذه المقاطعة سنة 1792.أصل هذه المقاطعة يأتي من: مقاطعة ميكلينبرغ.

## أعلام
- بوب فيتزر
- جون أديسون توماس